# Ole Einar Bjørndalen
Ole Einar Bjørndalen (Drammen, Noruega, 27 de gener de 1974) fou un biatleta i esquiador de fons noruec i entrenador que destacà a la dècada del 2000 i especialment en els Jocs Olímpics d'Hivern de 2002 on aconseguí guanyar quatre medalles olímpiques d'or.
Se'l coneix amb el sobrenom del "Rei del Biatló" i és el segon a la llista amb més medalles als Jocs Olímpics d'Hivern amb 13, 8 de les quals són d'or; el rècord el té Marit Bjørgen amb 15 medalles. És el millor biatleta de tots els temps amb 45 medalles als Campionats del Món de biatló i qui més victòries ha obtingut a la Copa del Món de Biatló amb 94. Ha guanyat la general de la Copa del Món en sis ocasions: 1997-98, 2002-03, 2004-05, 2005-06, 2007-08 i 2008-09.

## Biografia
Va néixer el 27 de gener de 1974 a la ciutat de Drammen, població situada al comtat de Buskerud. Germà del també biatleta Dag Bjørndalen, es casà amb Nathalie Santer i posteriorment amb la també biatleta Dària Dòmratxeva.
Va créixer a una granja del municipi de Modum, on es va aficionar a l'esquí de fons. Als 16 anys es va matricular a l'Acadèmia d'Esports de Geilo per especialitzar-se en esquí de fons i biatló. Allà va ser on va perfeccionar la tècnica amb rifle.
La seva primera participació internacional va ser el març de 1993, a la Copa del Món disPertada a Kontiolahti. El seu primer podi (segon lloc) el va aconseguir a la prova de velocitat realitzada a Bad Gastein el desembre del 1994 i la seva primera victòria individual a la Copa del Món va ser el gener del 1996 a Antholz. La temporada 1996-97 va marcar l'inici de la seva carrera d'èxits. Va guanyar tres proves de la Copa del Món i es va alçar amb el segon lloc de la classificació general. També va obtenir les dues primeres medalles al Campionat Mundial (plata al relleu i bronze en persecució). El 1998 va aconseguir el seu primer títol olímpic en vèncer la prova individual dels Jocs de Nagano 1998 i el seu primer Globus de Cristall a la Copa del Món, al guanyar la classificació general de la temporada.

## Carrera esportiva

### Jocs Olímpics
Especialista en biatló, va participar en els Jocs Olímpics d'Hivern de 1994 realitzats a la ciutat de Lillehammer (Noruega), on finalitzà setè en la prova de relleus 4x7 km, vint-i-vuitè en els 10 km. esprint i trenta-sisè en els 20 quilòmetres. En els Jocs Olímpics d'Hivern de 1998 realitzats a Nagano (Japó) aconseguí guanyar la medalla d'or en la prova dels 10 km. esprint i la medalla de plata en els relleus 4x7,5 km, a més de finalitzar setè en els 20 quilòmetres.
En els Jocs Olímpics d'Hivern de 2002 realitzats a Salt Lake City (Estats Units) aconseguí un èxit sense precendents, i encara no superat, en guanyar les quatre proves disPertades en la prova de biatló: 10 km. esprint, 12,5 km. persecució, 20 km i relleus 4x7,5 quilòmetres. En aquests mateixos Jocs participà en la prova de 30 km. d'esquí de fons, finalitzant en cinquena posició.
En els Jocs Olímpics d'Hivern de 2006 realitzats a Torí (Itàlia) aconseguí guanyar la medalla de plata en les proves de 12,5 km. persecució i 20 km, així com la medalla de bronze en els 15 km. amb sortida massiva. En aquests Jocs finalitzà, així mateix, en cinquena posició en la prova dels relleus 4x7,5 km i onzè en els 10 quilòmetres esprint. En els Jocs Olímpics d'Hivern de 2010 realitzats a Vancouver (Canadà) aconseguí guanyar la medalla d'or en els relleus 4x7,5 km i la medalla de plata en els 20 quilòmetres.
Al llarg de la seva carrera ha guanyat sis vegades la classificació general de la Copa del Món de biatló (1997/98, 2002/03, 2004/05, 2005/06, 2007/08, 2008/09). Ha guanyat, així mateix, 45 medalles en el Campionat del Món de biatló. El 2002 li fou atorgat el premi Egebergs Ærespris.
El 3 d'abril de 2018 va anunciar la seva retirada del biatló. Bjørndalen va finalitzar la seva cursa olímpica després de quedar fora de l'equip de Noruega pels Jocs Olímpics d'Hivern de 2018 per a PyeongChang, posant així fi a l'opció de poder participar a uns setens Jocs d'hivern.

### Campionats del Món
Va competir en 23 campionats mundials, entre 1994 i 2017, i va guanyar en total 45 medalles, 20 d'or, 14 de plata i 11 de bronze. El 1998 va aconseguir dues medalles (una d'or), el 1999 dues de bronze, tant el 2000 com el 2001 va guanyar dues medalles, el 2003 va obtenir dos títols (en velocitat i sortida en grup) i el 2004 va aconseguir quatre medalles però cap títol. El Mundial del 2005 va ser un dels millors de la seva carrera: va vèncer en quatre curses (velocitat, persecució, sortida en grup i relleus). El 2006 només va obtenir una plata, el 2007 tres medalles i dos títols, el 2008 quatre medalles (or en persecució). El de 2009 va ser el seu segon millor Mundial, guanyant novament quatre títols (velocitat, persecució, individual i relleus). Entre el 2010 i el 2015 va sumar set medalles (cinc d'or), però totes com a part d'un relleu, i se'n va anar de buit a les proves individuals. El 2016 va aconseguir Perjar quatre vegades al podi, amb un títol més en el relleu masculí. La seva darrera medalla mundialista la va obtenir el 2017, sent un bronze en persecució.

### Copa del Món
A la Copa del Món va obtenir en total 199 podis, 108 primeres posicions, 58 segon llocs i 33 tercers classificats. Les seves temporades més glorioses són les de 2002-03 (guanyador de les classificacions finals de velocitat, persecució i sortida en grup), 2004-05 (guanyador de les classificacions finals de velocitat, individual i sortida en grup) i 2007-08 (guanyador de les classificacions finals de velocitat, persecució i sortida en grup). En total, va guanyar nou vegades la classificació final de velocitat, cinc vegades la de persecució, cinc vegades la de sortida en grup i un cop la individual.

### Victòries individuals
95 victòries (36 Sp, 37 Per, 8 In, 14 SM); una victòria als Jocs Olímpics d'Hivern de 2014 no es comptada com a victòria de la Copa del Món. 
| Temporada                                      | Data             | Lloc                | Disciplina             | Competició                  |
| ---------------------------------------------- | ---------------- | ------------------- | ---------------------- | --------------------------- |
| 1995–96 1 victòria (1 In)                      | 11 gener 1996    | Antholz-Anterselva  | 20 km individual       | Copa del Món de biatló      |
| 1996–97 3 victòries (2 Sp, 1 Per)              | 4 gener 1997     | Oberhof             | 10 km sprint           | Copa del Món de biatló      |
| 1996–97 3 victòries (2 Sp, 1 Per)              | 5 gener 1997     | Oberhof             | 12.5 km persecució     | Copa del Món de biatló      |
| 1996–97 3 victòries (2 Sp, 1 Per)              | 11 gener 1997    | Ruhpolding          | 10 km sprint           | Copa del Món de biatló      |
| 1997–98 2 victòries (2 Sp)                     | 17 gener 1998    | Antholz-Anterselva  | 10 km sprint           | Copa del Món de biatló      |
| 1997–98 2 victòries (2 Sp)                     | 18 febrer 1998   | Nagano-Nozawa Onsen | 10 km sprint           | Jocs Olímpics d'Hivern      |
| 1998–99 3 victòries (1 Sp. 2 Per)              | 11 desembre 1998 | Hochfilzen          | 10 km sprint           | Copa del Món de biatló      |
| 1998–99 3 victòries (1 Sp. 2 Per)              | 9 gener 1999     | Oberhof             | 12.5 km persecució     | Copa del Món de biatló      |
| 1998–99 3 victòries (1 Sp. 2 Per)              | 23 gener 1999    | Antholz-Anterselva  | 12.5 km persecució     | Copa del Món de biatló      |
| 1999–2000 5 victòries (1 Sp, 3 Per, 1 In)      | 2 desembre 1999  | Hochfilzen          | 20 km individual       | Copa del Món de biatló      |
| 1999–2000 5 victòries (1 Sp, 3 Per, 1 In)      | 4 desembre 1999  | Hochfilzen          | 12.5 km persecució     | Copa del Món de biatló      |
| 1999–2000 5 victòries (1 Sp, 3 Per, 1 In)      | 6 gener 2000     | Oberhof             | 10 km sprint           | Copa del Món de biatló      |
| 1999–2000 5 victòries (1 Sp, 3 Per, 1 In)      | 7 gener 2000     | Oberhof             | 12.5 km persecució     | Copa del Món de biatló      |
| 1999–2000 5 victòries (1 Sp, 3 Per, 1 In)      | 22 gener 2000    | Antholz-Anterselva  | 12.5 km persecució     | Copa del Món de biatló      |
| 2000–01 8 victòries (4 Sp, 2 Per, 1 In, 1 SM)  | 1 desembre 2000  | Antholz-Anterselva  | 10 km sprint           | Copa del Món de biatló      |
| 2000–01 8 victòries (4 Sp, 2 Per, 1 In, 1 SM)  | 17 desembre 2000 | Antholz-Anterselva  | 12.5 km persecució     | Copa del Món de biatló      |
| 2000–01 8 victòries (4 Sp, 2 Per, 1 In, 1 SM)  | 12 gener 2001    | Ruhpolding          | 10 km sprint           | Copa del Món de biatló      |
| 2000–01 8 victòries (4 Sp, 2 Per, 1 In, 1 SM)  | 18 gener 2001    | Antholz-Anterselva  | 10 km sprint           | Copa del Món de biatló      |
| 2000–01 8 victòries (4 Sp, 2 Per, 1 In, 1 SM)  | 21 gener 2001    | Antholz-Anterselva  | 15 km sortida en massa | Copa del Món de biatló      |
| 2000–01 8 victòries (4 Sp, 2 Per, 1 In, 1 SM)  | 28 febrer 2001   | Salt Lake City      | 20 km individual       | Copa del Món de biatló      |
| 2000–01 8 victòries (4 Sp, 2 Per, 1 In, 1 SM)  | 2 març 2001      | Salt Lake City      | 10 km sprint           | Copa del Món de biatló      |
| 2000–01 8 victòries (4 Sp, 2 Per, 1 In, 1 SM)  | 3 març 2001      | Salt Lake City      | 12.5 km persecució     | Copa del Món de biatló      |
| 2001–02 5 victòries (2 Sp, 2 Per, 1 In)        | 6 desembre 2001  | Hochfilzen          | 10 km sprint           | Copa del Món de biatló      |
| 2001–02 5 victòries (2 Sp, 2 Per, 1 In)        | 9 desembre 2001  | Hochfilzen          | 12.5 km persecució     | Copa del Món de biatló      |
| 2001–02 5 victòries (2 Sp, 2 Per, 1 In)        | 11 febrer 2002   | Salt Lake City      | 20 km individual       | Jocs Olímpics d'Hivern      |
| 2001–02 5 victòries (2 Sp, 2 Per, 1 In)        | 13 febrer 2002   | Salt Lake City      | 10 km sprint           | Jocs Olímpics d'Hivern      |
| 2001–02 5 victòries (2 Sp, 2 Per, 1 In)        | 16 febrer 2002   | Salt Lake City      | 12.5 km persecució     | Jocs Olímpics d'Hivern      |
| 2002–03 11 victòries (4 Sp, 4 Per, 3 SM)       | 8 desembre 2002  | Östersund           | 12.5 km persecució     | Copa del Món de biatló      |
| 2002–03 11 victòries (4 Sp, 4 Per, 3 SM)       | 14 desembre 2002 | Östersund           | 10 km sprint           | Copa del Món de biatló      |
| 2002–03 11 victòries (4 Sp, 4 Per, 3 SM)       | 15 desembre 2002 | Östersund           | 12.5 km persecució     | Copa del Món de biatló      |
| 2002–03 11 victòries (4 Sp, 4 Per, 3 SM)       | 9 gener 2003     | Oberhof             | 10 km sprint           | Copa del Món de biatló      |
| 2002–03 11 victòries (4 Sp, 4 Per, 3 SM)       | 12 gener 2003    | Oberhof             | 15 km sortida en massa | Copa del Món de biatló      |
| 2002–03 11 victòries (4 Sp, 4 Per, 3 SM)       | 18 gener 2003    | Ruhpolding          | 10 km sprint           | Copa del Món de biatló      |
| 2002–03 11 victòries (4 Sp, 4 Per, 3 SM)       | 19 gener 2003    | Ruhpolding          | 12.5 km persecució     | Copa del Món de biatló      |
| 2002–03 11 victòries (4 Sp, 4 Per, 3 SM)       | 9 febrer 2003    | Lahti               | 15 km sortida en massa | Copa del Món de biatló      |
| 2002–03 11 victòries (4 Sp, 4 Per, 3 SM)       | 16 febrer 2003   | Oslo Holmenkollen   | 12.5 km persecució     | Copa del Món de biatló      |
| 2002–03 11 victòries (4 Sp, 4 Per, 3 SM)       | 15 març 2003     | Khanty-Mansiysk     | 10 km sprint           | Campionat del món de biatló |
| 2002–03 11 victòries (4 Sp, 4 Per, 3 SM)       | 23 març 2003     | Khanty-Mansiysk     | 15 km sortida en massa | Campionat del món de biatló |
| 2003–04 5 victòries (1 Sp, 4 Per)              | 4 desembre 2003  | Kontiolahti         | 10 km sprint           | Copa del Món de biatló      |
| 2003–04 5 victòries (1 Sp, 4 Per)              | 7 desembre 2003  | Kontiolahti         | 12.5 km persecució     | Copa del Món de biatló      |
| 2003–04 5 victòries (1 Sp, 4 Per)              | 14 desembre 2003 | Hochfilzen          | 12.5 km persecució     | Copa del Món de biatló      |
| 2003–04 5 victòries (1 Sp, 4 Per)              | 10 gener 2004    | Pokljuka            | 12.5 km persecució     | Copa del Món de biatló      |
| 2003–04 5 victòries (1 Sp, 4 Per)              | 18 gener 2004    | Ruhpolding          | 12.5 km persecució     | Copa del Món de biatló      |
| 2004–05 12 victòries (5 Sp, 4 Per, 1 In, 2 SM) | 2 desembre 2004  | Beitostølen         | 10 km sprint           | Copa del Món de biatló      |
| 2004–05 12 victòries (5 Sp, 4 Per, 1 In, 2 SM) | 11 desembre 2004 | Oslo Holmenkollen   | 10 km sprint           | Copa del Món de biatló      |
| 2004–05 12 victòries (5 Sp, 4 Per, 1 In, 2 SM) | 15 gener 2005    | Ruhpolding          | 10 km sprint           | Copa del Món de biatló      |
| 2004–05 12 victòries (5 Sp, 4 Per, 1 In, 2 SM) | 16 gener 2005    | Ruhpolding          | 12.5 km persecució     | Copa del Món de biatló      |
| 2004–05 12 victòries (5 Sp, 4 Per, 1 In, 2 SM) | 19 gener 2005    | Antholz-Anterselva  | 20 km individual       | Copa del Món de biatló      |
| 2004–05 12 victòries (5 Sp, 4 Per, 1 In, 2 SM) | 21 gener 2005    | Antholz-Anterselva  | 10 km sprint           | Copa del Món de biatló      |
| 2004–05 12 victòries (5 Sp, 4 Per, 1 In, 2 SM) | 23 gener 2005    | Antholz-Anterselva  | 12.5 km persecució     | Copa del Món de biatló      |
| 2004–05 12 victòries (5 Sp, 4 Per, 1 In, 2 SM) | 20 febrer 2005   | Pokljuka            | 15 km sortida en massa | Copa del Món de biatló      |
| 2004–05 12 victòries (5 Sp, 4 Per, 1 In, 2 SM) | 5 març 2005      | Hochfilzen          | 10 km sprint           | Campionat del món de biatló |
| 2004–05 12 victòries (5 Sp, 4 Per, 1 In, 2 SM) | 6 març 2005      | Hochfilzen          | 12.5 km persecució     | Campionat del món de biatló |
| 2004–05 12 victòries (5 Sp, 4 Per, 1 In, 2 SM) | 13 març 2005     | Hochfilzen          | 15 km sortida en massa | Campionat del món de biatló |
| 2004–05 12 victòries (5 Sp, 4 Per, 1 In, 2 SM) | 17 març 2005     | Khanty-Mansiysk     | 12.5 km persecució     | Copa del Món de biatló      |
| 2005–06 8 victòries (2 Sp, 4 Per, 2 SM)        | 27 novembre 2005 | Östersund           | 12.5 km persecució     | Copa del Món de biatló      |
| 2005–06 8 victòries (2 Sp, 4 Per, 2 SM)        | 22 gener 2006    | Antholz-Anterselva  | 15 km sortida en massa | Copa del Món de biatló      |
| 2005–06 8 victòries (2 Sp, 4 Per, 2 SM)        | 8 març 2006      | Pokljuka            | 10 km sprint           | Copa del Món de biatló      |
| 2005–06 8 victòries (2 Sp, 4 Per, 2 SM)        | 11 març 2006     | Pokljuka            | 12.5 km persecució     | Copa del Món de biatló      |
| 2005–06 8 victòries (2 Sp, 4 Per, 2 SM)        | 18 març 2006     | Kontiolahti         | 12.5 km persecució     | Copa del Món de biatló      |
| 2005–06 8 victòries (2 Sp, 4 Per, 2 SM)        | 23 març 2006     | Oslo Holmenkollen   | 10 km sprint           | Copa del Món de biatló      |
| 2005–06 8 victòries (2 Sp, 4 Per, 2 SM)        | 25 març 2006     | Oslo Holmenkollen   | 12.5 km persecució     | Copa del Món de biatló      |
| 2005–06 8 victòries (2 Sp, 4 Per, 2 SM)        | 26 març 2006     | Oslo Holmenkollen   | 15 km sortida en massa | Copa del Món de biatló      |
| 2006–07 11 victòries (4 Sp, 4 Per, 1 In, 2 SM) | 30 novembre 2006 | Östersund           | 20 km individual       | Copa del Món de biatló      |
| 2006–07 11 victòries (4 Sp, 4 Per, 1 In, 2 SM) | 2 desembre 2006  | Östersund           | 10 km sprint           | Copa del Món de biatló      |
| 2006–07 11 victòries (4 Sp, 4 Per, 1 In, 2 SM) | 3 desembre 2006  | Östersund           | 12.5 km persecució     | Copa del Món de biatló      |
| 2006–07 11 victòries (4 Sp, 4 Per, 1 In, 2 SM) | 8 desembre 2006  | Hochfilzen          | 10 km sprint           | Copa del Món de biatló      |
| 2006–07 11 victòries (4 Sp, 4 Per, 1 In, 2 SM) | 9 desembre 2006  | Hochfilzen          | 12.5 km persecució     | Copa del Món de biatló      |
| 2006–07 11 victòries (4 Sp, 4 Per, 1 In, 2 SM) | 13 gener 2007    | Ruhpolding          | 10 km sprint           | Copa del Món de biatló      |
| 2006–07 11 victòries (4 Sp, 4 Per, 1 In, 2 SM) | 14 gener 2007    | Ruhpolding          | 15 km sortida en massa | Copa del Món de biatló      |
| 2006–07 11 victòries (4 Sp, 4 Per, 1 In, 2 SM) | 3 febrer 2007    | Antholz-Anterselva  | 10 km sprint           | Campionat del món de biatló |
| 2006–07 11 victòries (4 Sp, 4 Per, 1 In, 2 SM) | 4 febrer 2007    | Antholz-Anterselva  | 12.5 km persecució     | Campionat del món de biatló |
| 2006–07 11 victòries (4 Sp, 4 Per, 1 In, 2 SM) | 10 març 2007     | Oslo Holmenkollen   | 12.5 km persecució     | Copa del Món de biatló      |
| 2006–07 11 victòries (4 Sp, 4 Per, 1 In, 2 SM) | 11 març 2007     | Oslo Holmenkollen   | 15 km sortida en massa | Copa del Món de biatló      |
| 2007–08 7 victòries (3 Sp, 2 Per, 2 SM)        | 1 desembre 2007  | Kontiolahti         | 10 km sprint           | Copa del Món de biatló      |
| 2007–08 7 victòries (3 Sp, 2 Per, 2 SM)        | 8 desembre 2007  | Hochfilzen          | 12.5 km persecució     | Copa del Món de biatló      |
| 2007–08 7 victòries (3 Sp, 2 Per, 2 SM)        | 15 desembre 2007 | Pokljuka            | 10 km sprint           | Copa del Món de biatló      |
| 2007–08 7 victòries (3 Sp, 2 Per, 2 SM)        | 6 gener 2008     | Oberhof             | 15 km sortida en massa | Copa del Món de biatló      |
| 2007–08 7 victòries (3 Sp, 2 Per, 2 SM)        | 20 gener 2008    | Antholz-Anterselva  | 15 km sortida en massa | Copa del Món de biatló      |
| 2007–08 7 victòries (3 Sp, 2 Per, 2 SM)        | 10 febrer 2008   | Östersund           | 12.5 km persecució     | Campionat del món de biatló |
| 2007–08 7 victòries (3 Sp, 2 Per, 2 SM)        | 6 març 2008      | Khanty-Mansiysk     | 10 km sprint           | Copa del Món de biatló      |
| 2008–09 7 victòries (2 Sp, 3 Per, 1 In, 1 SM)  | 17 gener 2009    | Ruhpolding          | 10 km sprint           | Copa del Món de biatló      |
| 2008–09 7 victòries (2 Sp, 3 Per, 1 In, 1 SM)  | 18 gener 2009    | Ruhpolding          | 12.5 km persecució     | Copa del Món de biatló      |
| 2008–09 7 victòries (2 Sp, 3 Per, 1 In, 1 SM)  | 14 febrer 2009   | Pyeongchang         | 10 km sprint           | Campionat del món de biatló |
| 2008–09 7 victòries (2 Sp, 3 Per, 1 In, 1 SM)  | 15 febrer 2009   | Pyeongchang         | 12.5 km persecució     | Campionat del món de biatló |
| 2008–09 7 victòries (2 Sp, 3 Per, 1 In, 1 SM)  | 17 febrer 2009   | Pyeongchang         | 20 km individual       | Campionat del món de biatló |
| 2008–09 7 victòries (2 Sp, 3 Per, 1 In, 1 SM)  | 21 març 2009     | Trondheim           | 12.5 km persecució     | Copa del Món de biatló      |
| 2008–09 7 victòries (2 Sp, 3 Per, 1 In, 1 SM)  | 22 març 2009     | Trondheim           | 15 km sortida en massa | Copa del Món de biatló      |
| 2009–10 3 victòries (2 Sp, 1 SM)               | 5 desembre 2009  | Östersund           | 10 km sprint           | Copa del Món de biatló      |
| 2009–10 3 victòries (2 Sp, 1 SM)               | 11 desembre 2009 | Hochfilzen          | 10 km sprint           | Copa del Món de biatló      |
| 2009–10 3 victòries (2 Sp, 1 SM)               | 10 gener 2010    | Oberhof             | 15 km sortida en massa | Copa del Món de biatló      |
| 2010–11 1 victòria (1 Per)                     | 5 desembre 2010  | Östersund           | 12.5 km persecució     | Copa del Món de biatló      |
| 2011–12 1 victòria (1 Per)                     | 12 febrer 2012   | Kontiolahti         | 12.5 km persecució     | Copa del Món de biatló      |
| 2013–14 1 victòria (1 Sp)                      | 8 febrer 2014    | Sochi               | 10 km sprint           | Winter Olympic Games        |
| 2015–16 1 victòria (1 In)                      | 2 desembre 2015  | Östersund           | 20 km individual       | Copa del Món de biatló      |

#### Victòries per temporada
| Temporada | Classificació a la Copa del món | Victòries |
| --------- | ------------------------------- | --------- |
| 2017–18   | 43                              | –         |
| 2016–17   | 9                               | –         |
| 2015–16   | 13                              | 1         |
| 2014–15   | 14                              | –         |
| 2013–14   | 6                               | 1         |
| 2012–13   | 22                              | –         |
| 2011–12   | 16                              | 1         |
| 2010–11   | 10                              | 1         |
| 2009–10   | 10                              | 3         |
| 2008–09   | 1                               | 7         |
| 2007–08   | 1                               | 7         |
| 2006–07   | 2                               | 11 + 1    |
| 2005–06   | 1                               | 8         |
| 2004–05   | 1                               | 12        |
| 2003–04   | 2                               | 5         |
| 2002–03   | 1                               | 11        |
| 2001–02   | 3                               | 5         |
| 2000–01   | 2                               | 8         |
| 1999–00   | 2                               | 5         |
| 1998–99   | 2                               | 3         |
| 1997–98   | 1                               | 2         |
| 1996–97   | 2                               | 3         |
| 1995–96   | 9                               | 1         |
| 1994–95   | 4                               | –         |
| 1993–94   | 30                              | –         |
| 1992–93   | 62                              | –         |
| Total     | 6 victòries                     | 95 + 1    |